# Shone (Éthiopie)
Pour l’article homonyme, voir Shone d'Holocost.
Shone est une ville et un woreda de la zone Hadiya de la région Éthiopie du Centre.
Située 67 km au sud-est de la capitale régionale Hosaena et à près de 2 000 m d'altitude, Shone est desservie par la route Sodo-Shashamané à 43 km de Sodo et 28 km d'Alaba Kulito.
Le recensement national de 2007 en fait état en tant que chef-lieu du woreda Misraq Badawacho. Peuplée de 15 616 habitants, elle est alors la seconde agglomération de la zone Hadiya après Hosaena.
Elle obtient le statut de woreda au début des années 2020 et forme désormais un district urbain de 8,17 km2 enclavé dans Misraq Badawacho,. 
Comme toute la zone Hadiya, Shone passe de la région des nations, nationalités et peuples du Sud à la région Éthiopie du Centre en 2023.